# 메모리아 (영화)
"메모리아"(영어: Memoria)는 2021년 판타지 드라마 미스터리 영화로, 아피찻퐁 위라세타쿤이 각본, 감독, 공동 제작을 맡았으며, 틸다 스윈튼, 엘킨 디아즈, 잔 발리바르, 후안 파블로 우레고, 다니엘 히메네스 카초가 출연했다.
이 영화는 2021년 7월 15일 칸 영화제에서 전 세계에 처음 공개되었으며, 2021년 12월 26일부터 미국에서 매우 제한적으로 극장 개봉되었다. 이 영화는 제94회 아카데미상에서 아카데미 국제영화상 콜롬비아 출품작으로 선정되었으나, 후보로 지명되지는 못했다.

## 줄거리
콜롬비아로 이주한 스코틀랜드인 제시카는 어느 날 밤 커다란 쿵 소리에 잠에서 깬다. 그녀만이 그 소리를 들을 수 있는 것처럼 보인다. 다음 날, 그녀는 병이 나서 보고타의 한 병원에 입원해 있는 언니 캐런을 방문한다. 메데인에서 시장 꽃 사업을 하는 제시카는 언니가 치료를 받고 있는 병원에서 진행되는 발굴 프로젝트에 대해 더 알고 싶어 한다.
계속해서 들리고 잠을 방해하는 소리에 시달리던 제시카는 허난이라는 젊은 사운드 엔지니어의 도움을 받아 그 소리를 재현하려 한다. 처음에는 실패했지만, 둘은 결국 그 소리와 비슷하게 만들고, 친근한 관계를 시작한다. 함께 여행을 떠나기 직전, 제시카는 허난을 그의 사운드 엔지니어링 스튜디오에서 찾지만, 그가 그곳에 없고 그곳에서 일하는 누구도 그가 누구인지 모른다는 것을 알게 된다.
이제 건강해진 언니와 함께 있는 것이 점점 더 불편해진 제시카는 혼자 시골로 나섰다가, 허난이라는 중년의 생선 가시 바르는 사람을 만난다. 이 허난은 은둔 생활을 하지만, 제시카와 솔직하게 이야기한다. 그들은 허난의 지구와의 연결, 그의 수면, 그리고 그들의 기억에 대해 이야기한다. 허난의 집 안에서 제시카는 허난과 비슷한 방식으로 자신의 기억과 연결하는 법을 배우고, 한 번은 손을 잡고 있을 때, 자신의 기억이 허난의 기억과 얽히는 것처럼 보인다.
이어서 제시카는 열린 창문으로 다가가 다시 쿵 소리를 듣지만, 그 소리를 받아들이고 심지어 감사하게 된 것처럼 보인다. 갑자기 위장한 외계 우주선이 정글에서 솟아오르며, 뒤에 큰 소닉붐을 남긴다. 라디오 방송에서는 일반 대중에게는 알려지지 않은, 우주선의 이륙과 동시에 발생한 경미한 지진에 대해 보도한다. 방송은 그 지진으로 인해 앞서 언급된 발굴 프로젝트에서 찾던 이전에 접근할 수 없었던 지역들이 드러났다고 계속해서 말한다.

## 출연진
- 틸다 스윈튼 - 제시카 홀랜드 역
- 엘킨 디아즈 - 나이든 허난 베도야 역
- 잔 발리바르 - 아그네스 세르킨스키 역
- 후안 파블로 우레고 - 젊은 허난 베도야 역
- 다니엘 히메네스 카초 - 후안 오스피나 역
- 아그네스 브레케 - 캐런 홀랜드 역
- 제로니모 바론 - 마테오 오스피나 역
- 콘스탄차 구티에레스 - 콘스탄차 박사 역

## 제작
2023년 MUBI 팟캐스트에서 스윈튼은 자신과 위라세타쿤이 10여 년 전에 메모리아에 대한 아이디어를 떠올렸다고 언급했다. 위라세타쿤 또한 2013년에 이 영화의 각본을 쓰기 시작했다고 언급했다.
2018년 3월, 틸다 스윈튼이 영화 출연에 합류했으며, 아피찻퐁 위라세타쿤이 직접 쓴 각본을 바탕으로 연출할 것이라고 발표되었다. 2019년 8월, 잔 발리바르, 다니엘 히메네스 카초, 후안 파블로 우레고, 엘킨 디아즈가 영화 캐스트에 합류했다.
본 촬영은 2019년 8월 콜롬비아에서 시작되었다.

## 개봉
이 영화는 2021년 7월 15일 제74회 칸 영화제에서 초연되었으며, 심사위원상을 수상했다.
네온은 2019년 11월 미국 배급권을 획득했으며, 2021년 12월 26일 뉴욕의 IFC 센터에서 시작하여 "도시에서 도시로, 극장에서 극장으로, 주마다 이동하며, 한 번에 한 명의 관객 앞에서만 상영되는" "끝없는" 개봉을 미국에서 발표했다. 네온은 나중에 미국에서 새로운 개봉 전략을 채택하여, 2022년 4월 1일부터 여러 도시에서 여러 관객 앞에서 동시에 상영하는 동시 개봉을 발표했으며, 미국과 캐나다의 더 많은 지역에서도 상영될 예정이었다.
이 영화는 공동 제작사이자 배급사인 소버린 필름스에 의해 2022년 1월 14일 영국과 아일랜드에서 널리 개봉되었다. 미국의 극장 개봉과 달리, 이 영화는 영국 전역의 여러 영화관에서 동시 상영되는 일반 극장 개봉으로 출시되었다.
이 영화는 2021년 12월 9일 멜버른의 Australian Centre for the Moving Image에서 특별 상영되었으며, 2022년 4월 9일 매드맨 엔터테인먼트에 의해 호주 극장에서 일반 개봉되었다.
커먼 무브(Common Move)는 이 영화의 태국 배급권을 획득하여 3월 3일 태국 전역의 영화관에 개봉했다.

## 평가

### 박스 오피스
이 영화는 처음에 미국과 캐나다의 한 영화관에서 개봉했다. 개봉 주말에 6,797달러를 벌었고, 두 번째 주말에는 18,122달러를 벌었다.

### 비판적 반응
메모리아는 비평가들의 찬사를 받았다. 2022년 7월년 기준 현재 리뷰 애그리게이터 웹사이트 로튼 토마토에서는 135개 리뷰 중 90%의 점수를 받았으며, 평균 평점은 8.1/10이다. 총평은 다음과 같다: "메모리아는 각본가 겸 감독인 아피찻퐁 위라세타쿤이 자신의 서정적인 영화적 어휘를 포기하지 않고 영어 영화 제작으로 확장하는 것을 보여준다." 2022년 1월 메타크리틱은 34개 리뷰를 바탕으로 91점을 기록했으며, "보편적인 찬사"를 나타냈다. 영화 평론가 조나단 로젠바움은 이 영화를 자신의 "2022년 최고의 영화" 목록에 올렸다. 2025년 6월, 인디와이어는 이 영화를 "2020년대 최고의 영화 100선 (현재까지)" 목록에서 11위에 올렸다.

## 수상
| 연도 | 시상식                         | 부문        | 수상자   | 결과 | Ref.   |
| ---- | ------------------------------ | ----------- | -------- | ---- | ------ |
| 2021 | 제74회 칸 영화제               | 심사위원상  | 메모리아 | 수상 | [ 21 ] |
| 2021 | 시카고 국제 영화제             | 골드 휴고   | 메모리아 | 수상 | [ 22 ] |
| 2021 | 2021년 런던 영화 비평가 협회상 | 올해의 영화 | 메모리아 | 후보 | [ 23 ] |